# グンナー・スヴァエティチン
グンナー・ニルス・トイヴォ・スヴァエティチン（Gunnar Nils Toivo Svaetichin, 1915年1月13日 - 1981年3月23日）はスウェーデン、フィンランド、ベネズエラの生理学者。スベティチンと表記されたり、スベーチヒンと表記されることもある。
1956年に魚の網膜を調べ、網膜電位が青、緑、赤の領域で3つの異なる波長群に特に敏感であることを示した。これは、ヤング＝ヘルムホルツの三色説を裏付ける最初の生物学的実証となった。彼はまた、視覚の反対色過程を示す最初の実験的証拠である電位のスペクトル応答を発見した。これは発見者スヴァエティチンをたたえてS電位（エスでんい, S-potential）と呼ばれる。
フィンランド生まれで、1948年にスウェーデンに移住し、1955年から亡くなるまでの間はベネズエラで研究者として働いた。

## 幼少期と家族
彼は1915年にフィンランドのカーリス（カリャー）で、工学測量士のフォルマー・スヴァエティチンとその妻エレン (旧姓ノードストローム) の息子として生まれた。

## 教育

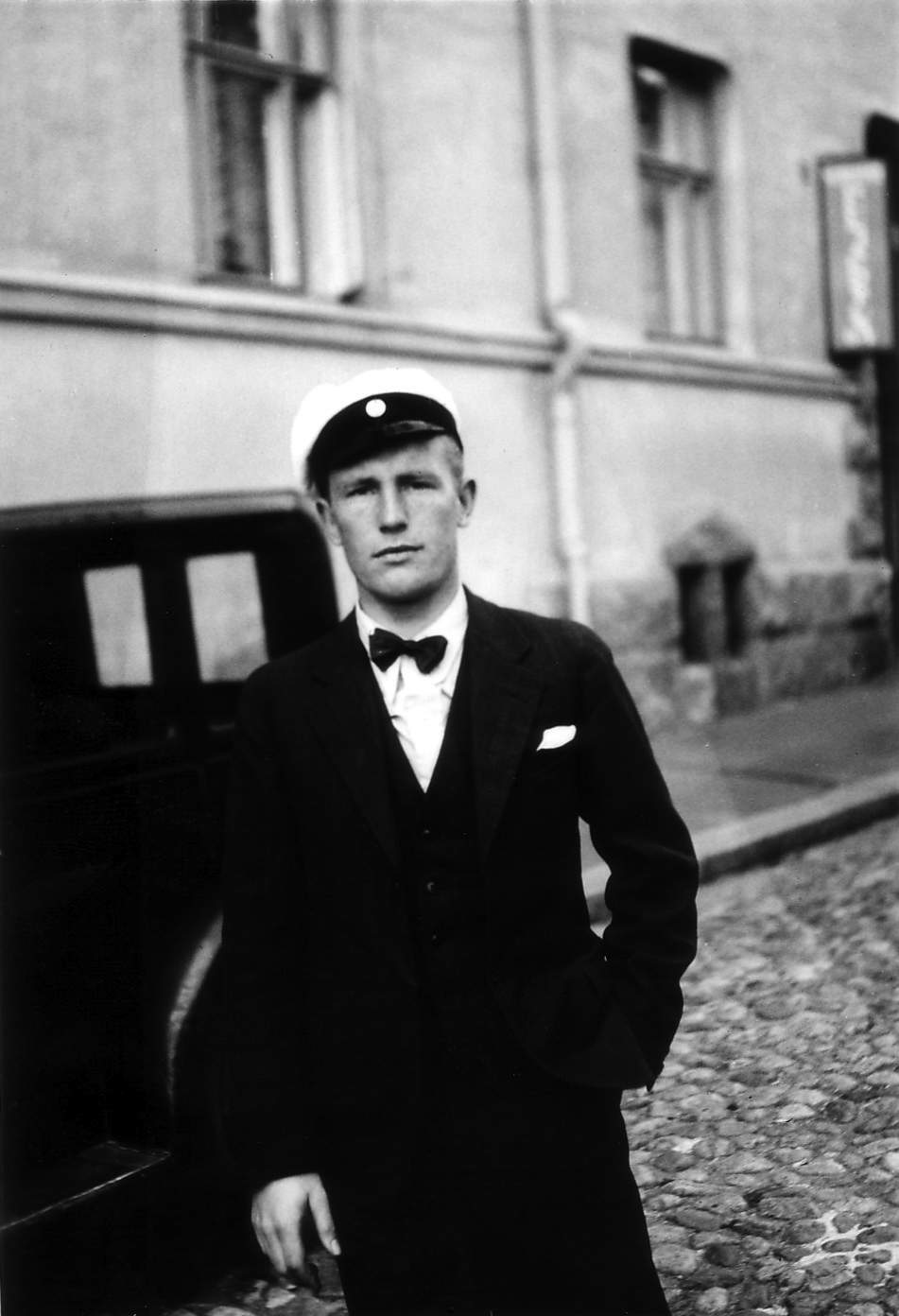
学生帽をかぶった若きスヴァエティチン

カリスとヘルシンキの学校に通った後、ヘルシンキ大学の医学部を卒業し、研究者としても働いた。ヘルシンキでの医学研究中に、スヴァエティチンは、アメリカとオックスフォードで数年間過ごした後、帰国して生理学の教授になっていた若いラグナー・グラニトと知り合った。フィンランド冬戦争が勃発し、スヴェティチンは徴兵された。彼の医師としての最初の仕事は、前線のすぐ後方にある救急ステーションに送られたときだった。

## 研究活動
スヴァエティチンはグラニトと協力し、視覚の電気生理学的研究のための新しい方法論を開発した。彼らは、網膜から視神経を経由して脳に投射される神経経路からの信号を記録できる極小電極を製作した。グラニトはこの技術によって色覚の研究を行うことができ、1967年にノーベル賞を受賞した。
1953年、スヴァエティチンは魚の網膜を研究す特定の網膜ニューロンが光刺激によって脱分極するのではなく過分極することを発見し報告した。これは現在S電位（S-potential）と呼ばれている。それまで、科学者はニューロンはシナプス入力によってのみ脱分極できると考えていた（Perlman、Kolb、Nelson、2011）。
多くの研究による報告で、徐々にS電位は錐体ではなく、ニューロンの2次層から来ていることが分かってきた。これは拮抗性を説明するのに役立ち、網膜介在ニューロン研究の分野の基礎を築いた。やがてこれらのニューロンは水平細胞（horizontal cell）と名付けられ、視覚の理解と神経ネットワークの理論の発展の基礎となった。
「神経色の対立性の発見は、20世紀の色覚における最も重要な発見の一つである」（p292、Gouras、1982）。マクニコルとともに、スヴァエティチンはこれらの反対色細胞を、特定の色の組み合わせの中心と周囲から外れた黄青反対色細胞と赤緑反対色細胞と名付けた。
スヴァエティチンが視覚神経科学にもたらした大きな功績は、網膜ニューロンが赤、緑、青の領域にある3つの異なる波長のクラスターに特定の感度を示すことを示したことである。これは、1802年にトマス・ヤングが三色説を提唱して以来の、初めての生物学的実証となった。
晩年、スヴァエティチンはベネズエラ科学研究所の研究室を率いた。

## 日本との関係
- 「S電位」の名付け親は東北大学教授であった本川弘一である。当初スヴァエティチンは発生源を錐体細胞にあると考えており、 錐体活動電位（cone action potential）と呼んでいた。しかしその後の研究で発生源が錐体ではないことが分かり、1959年に本川が会議において、発見者スヴァエティチンの頭文字をとってS電位（S-potential）と呼ぶことを提唱し、これが世界的に普及した[6]。

- 名古屋大学名誉教授の御手洗玄洋は1959年（昭和34年）7月から2年間、文部省在外派遣研究員としてベネズエラへ留学した。スヴァエティチンからの誘いがあり、ベネズエラ科学研究所にてスヴァエティチンと共同研究を行った[7]。